# Городское поселение посёлок Прохоровка
Городско́е поселе́ние «Посёлок Про́хоровка» — муниципальное образование в Прохоровском районе Белгородской области.
Административный центр — посёлок городского типа Прохоровка.

## Описание
Городское поселение «поселок Прохоровка» расположено на севере Белогородской области, Прохоровский район, расстояние до областного центра г. Белгород составляет 65 км. Оно граничит с несколькими поселениями Беленихинским, Береговым, Журавским, Полтавским и Призначенским. Площадь территории, занимаемой городским поселением, составляет 8910 га (2278 га - населённые пункты, 5087 га - сельскохозяйственные угодья.

## История
Городское поселение «Посёлок Прохоровка» образован 20 декабря 2004 года в соответствии с Законом Белгородской области № 159.
В средние века данная территория часто подвергалась набегам половцев, поэтому заселение этих земель началось только в XVII веке после постройки оборонительной Белгородской черты.
Поселок городского типа Прохоровка, центр Прохоровского района, начал свое существование и развитие в связи со строительством Курско-Харьковско-Азовской железной дороги, изначально станции на линии Белгород-Курск.
Станция была построена буквально в поле, недалеко от крупного поселения - слобода Прохоровка Оболенского уезда. Поэтому станция стала и называться Прохоровка, в честь слободы.

## Физико-географические характеристики
Городское поселение «поселок Прохоровка» расположен на равнинной местности, холмистая равнина, густота овражной-балочной сети небольшая, северная часть Белгородской области. Климат - умеренно-континентальный, водный бассейн - бассейн реки Дон, внутренних вод практически нет. Почвы- чернозёмы, выщелоченные чернозёмы. Развито сельское хозяйском, которым занята большая часть луговых степей. 

## Социально-культурная сфера
В городском поселении действуют 3 детских сада, МБОУ «Прохоровская гимназия», Прохоровская центральная районная больница, Районный дом культуры, Библиотека Н. И. Рыжкова, Музей боевой славы «Третье ратное поле России», физкультурно-оздоровительный комплекс "Олимп".
Государственный военно-исторический музей-заповедник «Прохоровское поле», Братская могила советских воинов, погибших в боях с фашистскими захватчиками, в п. Прохоровка, Братская могила и памятник "Распятие" в х. Сторожевое-Первое.
Дом купца Алексеева И. В. в п. Прохоровка.

## Население
| 2010   | 2011    | 2012    | 2013  | 2014  | 2015  | 2016  | 2017  | 2018  |
| ------ | ------- | ------- | ----- | ----- | ----- | ----- | ----- | ----- |
| 10 380 | ↘10 345 | ↘10 201 | ↘9955 | ↘9864 | ↘9731 | ↘9606 | ↗9631 | ↘9609 |
| 2019   | 2020    | 2021    |       |       |       |       |       |       |
| ↗9637  | ↗9750   | ↗10 364 |       |       |       |       |       |       |

## Состав городского поселения
| № | Населённый пункт  | Тип населённого пункта      | Население |
| - | ----------------- | --------------------------- | --------- |
| 1 | Грушки-Вторые     | хутор                       | ↘133      |
| 2 | Грушки-Первые     | хутор                       | ↗151      |
| 3 | Липовка           | хутор                       | ↗35       |
| 4 | Правороть         | село                        | ↘181      |
| 5 | Прохоровка        | пгт, административный центр | ↗9790     |
| 6 | Сторожевое-Второе | хутор                       | ↗37       |
| 7 | Сторожевое-Первое | хутор                       | ↘45       |
| 8 | Тихая Падина      | хутор                       | →16       |
| 9 | Ямки              | хутор                       | ↗21       |